# Hyladelphinae
Hyladelphinae – podrodzina ssaków z rodziny dydelfowatych (Didelphidae).

## Występowanie
Podrodzina obejmuje jeden żyjący współcześnie gatunek występujący w Ameryce Południowej.

## Systematyka
Do podrodziny należy jeden występujący współcześnie rodzaj:
- Hyladelphys Voss, Lunde & Simmons, 2001 – dydelfik – jedynym przedstawicielem jest Hyladelphys kalinowskii (Hershkovitz, 1992) – dydelfik Kalinowskiego

Opisano również rodzaj wymarły:
- Sairadelphys É.V. Oliveira, Villa Nova, Goin & Avilla, 2011 – jedynym przedstawicielem był Sairadelphys tocantinensis É.V. Oliveira, Villa Nova, Goin & Avilla, 2011.